# Louis Amédée Achard
Louis Amédée Eugène Achard (19. dubna 1814 Marseille – 25. března 1875 Paříž) byl francouzský novinář a spisovatel.
Po krátkém pobytu nedaleko Alžíru, kde byl dozorcem na statku, odešel do Toulouse, a pak do Marseille, kde se stal novinářem a napsal Sémaphore.
Přesídlil do Paříže, kde psal pro Vert-Vert, Entracte, Charivari, a Époque. Achard úzce spolupracoval hlavně s Époque, dokonce psal za své kolegy, když jim došla inspirace.
Pak přispíval do satirického žurnálu Le Pamphlet a byl těžce zraněný v souboji s mužem jménem Fiorentino. Ještě v rekonvalescenci odjel s francouzskou armádou do Itálie, aby jako dopisovatel pro Journal des Débats referoval o průběhu sardinské války.
Achard byl plodný autor. Napsal kolem třiceti her a čtyřiceti knih. Dodnes je znám hlavně pro své romanticky dobrodružné novely.

Je pochován na pařížském hřbitově Père-Lachaise. 

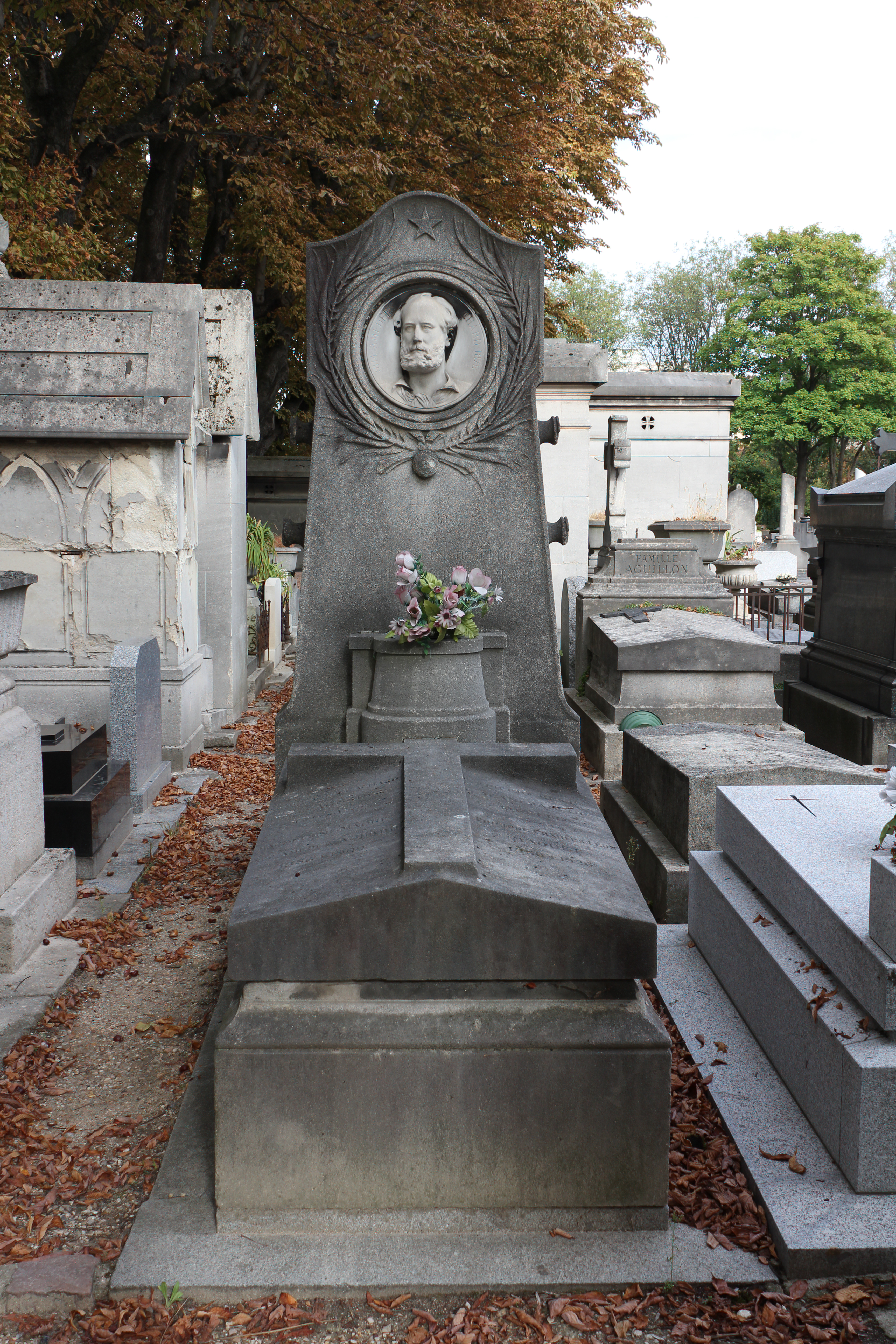
Jeho hrob na pařížském hřbitově Père-Lachaise (oddělení 85)

## Dílo
- Belle-Rose (1847)
- Les Petits-fils de Lovelace (1854)
- La Robe de Nessus (1855)
- Maurice de Treuil (1857)
- Le Clos Pommier (1858)
- La Sabotière (1859)
- Montebello Magenta ; Marignan : Lettres d’Italie (Mai et juin 1859)
- Les Misères d'un millionnaire (1861)
- Histoire d'un homme (1863)
- Les Coups d'épée de M. de La Guerche (1863)
- Mme de Sarens (1865)
- La Chasse à l'idéal (1867)
- Marcelle (1868)
- Envers et contre tous
- La Cape et l'Épée (1875)
- Toison d'or (1875)